# Arrais
Arrais o arraix (de l'àrab الرئیس, ar-rā'is, ‘el cap’, ‘el capità’, ‘el dirigent’) és un arabisme provinent del català medieval utilitzat per a designar un capitost militar sarraí, sovint de mercenaris. És documentat en el Llibre dels feits de Jaume I.